# Histondeacetylase 4
Die Histondeacetylase 4 (HDAC 4) ist ein Enzym, das Acetylierungen von Histonen entfernt und somit unter anderem an der Kondensierung des Chromatins und an der Differenzierung von bestimmten Zellen beteiligt ist.

## Eigenschaften
Die HDAC4 kann ihrerseits durch Phosphorylierung, Sumoylierung, Carbonylierung, Ubiquitinierung und Proteolyse modifiziert werden. Die HDAC 4 ist eine Histondeacetylase der Klasse II (HDAC/acuc/apha-Familie). Durch Bindung an die Transkriptionsfaktoren MEF2C und MEF2D wird HDAC 4 in die Nähe der DNA rekrutiert. HDAC bindet an den Proteinkomplex aus RbAp48 und HDAC3. HDAC4 ist notwendig für die Differenzierung von Myofibroblasten durch TGFbeta1. HDAC 4 ist an der Entwicklung von Muskeln und Knochen beteiligt.